# Howard Ridge
Howard Ridge ist ein Gebirgskamm im westantarktischen Ellsworthland. In den Sky-Hi-Nunatakkern erstreckt er sich vom Mount Lanzerotti in westlicher Richtung. Sein westliches Ende bildet der Janet-Nunatak.
Das UK Antarctic Place-Names Committee benannte ihn 2001 nach Julian Howard (* 1956), Chefpilot des ersten Fluges mit einer Dash 7 zur Forschungsstation Sky Blu des British Antarctic Survey in diesem Gebiet.